# Ришард Саркович
Ришард Станіслав Саркович (2 листопада 1952, Жешуві — 15 січня 2021, Кракові) — польський юрист та дипломат. Постійний представник Польщі при Організації Об'єднаних Націй (2012—2014)

## Життєпис
Народився 2 листопада 1952 року в Жешуві. У 1977 році закінчив юридичний факультет Ягеллонського університету, а в 1979 році — філософію цього ж університету. Крім польської володів англійською та німецькою мовами. Доктор юридичних наук.
З 1977 року — викладав на факультеті права та адміністрації Ягеллонського університету.
У 1991—1993 рр. — консулом з правових питань;
У 1994—1995 рр. — був стипендіатом Гумбольдта в Мюнхенському університеті.
У 1997—2001 рр. — генеральний консул Республіки Польща в Чикаго (США);
У 2001—2004 рр. — заступник директора Дипломатичного протоколу з правових питань;
У 2004—2009 рр. — генеральний консул Республіки Польща у Сіднеї (Австралія), був доцентом Ягеллонського університету;
У 2010—2012 рр. — директор Департаменту юридичної угоди Міністерства закордонних справ Польщі;
У 2012—2014 рр. — Постійний представник Польщі при Організації Об'єднаних Націй в Нью-Йорку;
У 2015—2018 рр. — Надзвичайний і Повноважний посол Польщі в Ірландії;
У 2010 році нагороджений Золотим Хрестом Заслуги за внесок у закордонну службу.
15 січня 2021 року помер у Кракові, де й похований на Сальваторському цвинтарі.